# Irrwisch (Band)

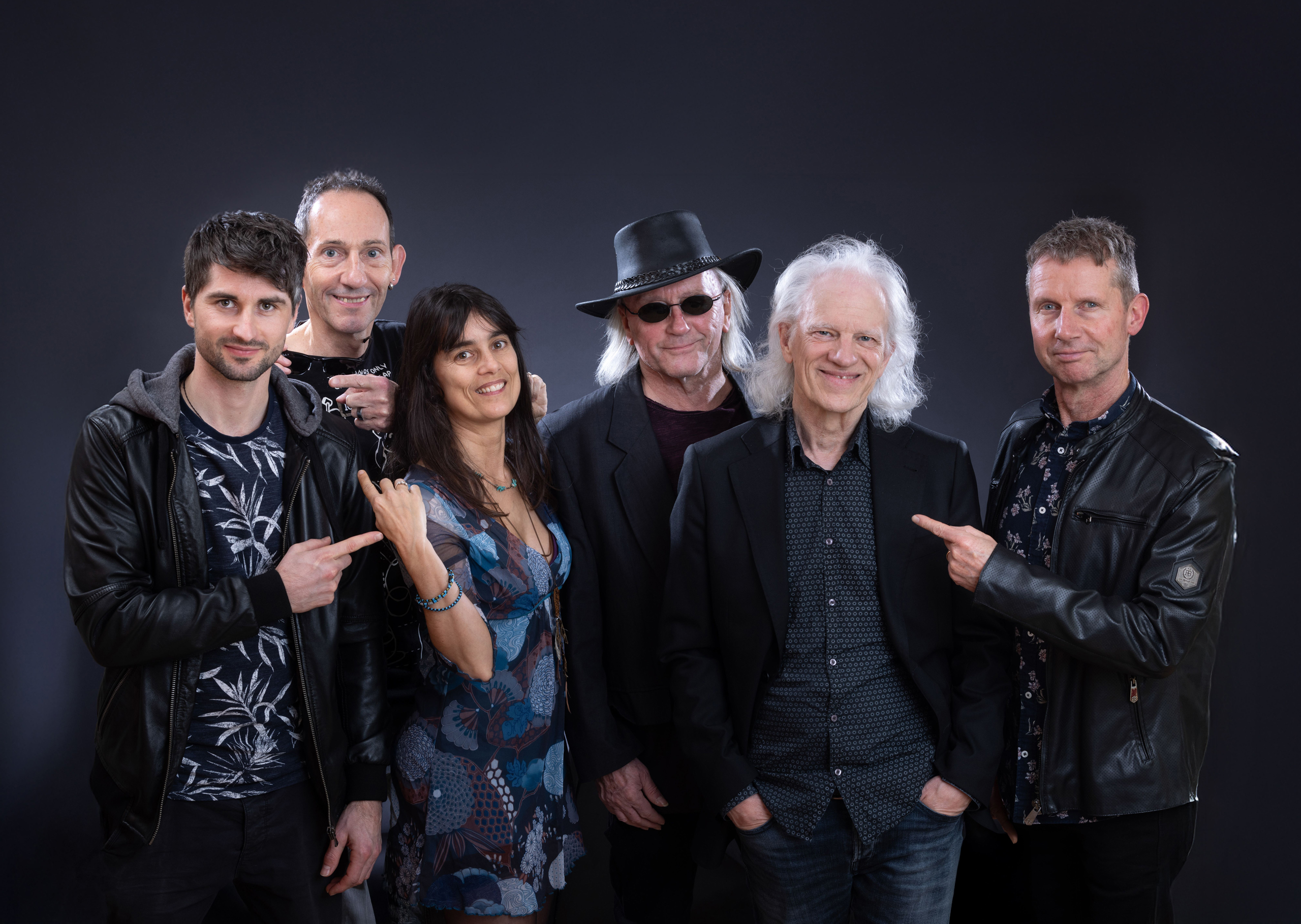
Irrwisch 2025

Irrwisch ist eine der ältesten Schweizer Rockbands. Die Band ist seit 1975 aktiv und hat bisher 13 Alben veröffentlicht.

## Geschichte

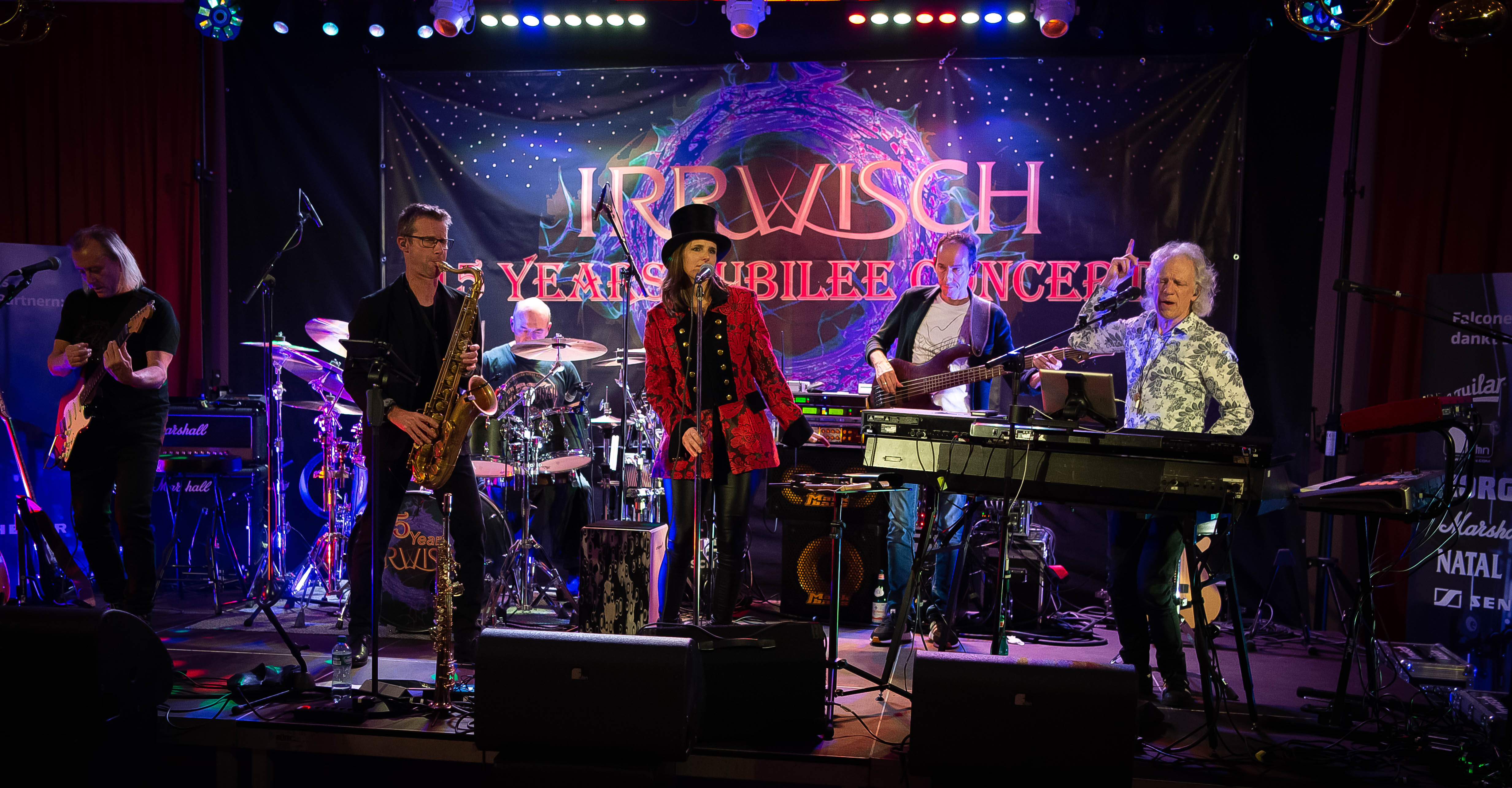
Irrwisch live 2019

Schon 1968 gründeten Steff Bürgi und Chris Bürgi (keine Brüder) in Kestenholz ihre erste Schülerband. Nach etlichen Mitglieder- und Namenswechsel war 1975 die Gruppe Irrwisch geboren. Zu dieser Formation gehörten Steff Bürgi (Gesang, Orgel), Chris Bürgi (Gitarre), Peter Krattiger (Gitarre), Erich Riesen (E-Bass), Josef Kissling (Schlagzeug), Dieter Lüscher (Flöte) und Wolfgang Hafner (Trompete, Percussion).
1978 wurde die erste Single «Metronom/Reflections» im Powerplay Studio in Horgen aufgenommen. Höhepunkt dieser Anfangsjahre war der 1. Platz an der «Nationalen Rockausscheidung» 1979 in Augst; als Siegestrophäe gab es einen Auftritt beim Montreux Jazz Festival. Inzwischen hatten sich die beiden Bläser Wolfgang Hafner und Dieter Lüscher von der Gruppe verabschiedet. Der Stil wechselte nun von jazzigen Einflüssen zu pop-rockigem Sound. 1981 erschien «In Search Of» bei EMI Switzerland, aufgenommen im Rainbow Studio in München unter der Produktionsleitung von Armand Volker. 1982 kam «Living in a Fool’s Paradise» auf den Markt. Es folgten eine Schweiz- und Deutschland-Tour mit Roger Chapman sowie Auftritte als Supporting Act bei Uriah Heep, Wishbone Ash und Eloy. Für diese Shows wurde ein Tour-Keyboarder beigezogen, Fredy Gruber. Nach einer Übergangsphase mit schwierigen Verhandlungen mit der Plattenfirma gelang der Band 1988 ein Coup mit der Compilation «Countdown», die hauptsächlich aus den Titeln der beiden ersten LPs sowie den zwei neuen Songs «Bad News» und «No More That I Can Say» bestand.
Durch diesen Erfolg angetrieben, ging die Band kurz darauf wieder ins Studio, um ein neues Werk aufzunehmen: «The Fish Came to the Surface», welches 1989 herauskam und zum erfolgreichsten Album der Band überhaupt wurde. Höhepunkte dieser Jahre waren das Hallenstadion-Konzert in Zürich im Vorprogramm von Marillion im Januar 1988 und die «Music Scene / Camel»-Tour 1989 mit Andi Hürzeler (Sax) als Gastmusiker. 1990 erschien das «Live»-Album mit Konzertmitschnitten der vergangenen Tour. Die folgende CD «Forbidden Fruits» wurde 1991 mit Curt Cress im Pilot Studio in München produziert. Die an diese Produktion gestellten kommerziellen Erwartungen konnten nicht erfüllt werden, sodass sich die Gruppe vorübergehend auflöste.
1994 gründeten die beiden Protagonisten Steff und Chris Bürgi die Produktionsfirma «Chestwood Music Productions» und richteten in Kestenholz ihr eigenes Tonstudio ein. Zwei Jahre später erschien das erste Produkt aus dieser Werkstatt mit dem Namen «Chestwood» (1996). Aufgrund der guten Resonanz, welche dieser Neuanfang auslöste, stellte man wieder eine Live-Formation zusammen, bei der neben Steff Bürgi und Chris Bürgi die Musiker Josef Kissling (Schlagzeug), Fredy Gruber (Keyboards) und Andi Hürzeler (Saxophon) wieder ihre angestammten Plätze einnahmen. Neu dazu kamen Sabine Hasler (Gesang) und Michael Wernli (Bass). In dieser Besetzung wurden etliche Konzerte gespielt, welche auf der Live-Aufnahme «Christmas Concert» (2000) verewigt sind. Ohne Fredy Gruber, welcher die Band bald wieder verlassen hatte, wurde 2002 die neue Studio-CD «Time Will Tell» präsentiert. Im Oktober 2002 konnte Irrwisch an der Schlussfeier der Expo.02 auf der Arteplage Yverdon auftreten.
In den darauffolgenden Jahren wagten sich Irrwisch an neuartige Crossover-Projekte: «Irrwisch&Brass», ein Konzerte mit Jugendblasorchestern, sowie «Irrwisch&Strings» mit 10-köpfigem Streichensemble. Im Sommer 2005 löste Adrian Wirz den bisherigen Bassisten Michael Wernli ab. Ab 2006 bereichern drei Chorsängerinnen den Irrwisch-Sound sowohl im Studio wie auch live: Sabse Kaufmann und Marianne Iseli-Henzi (beide seit 2006) und Evelyne Brogli (seit 2010). Zum 30-Jahre-Bandjubiläum veröffentlichte Irrwisch 2007 das Album «Wizard for a Day». Im selben Jahr wurde die Ballade «First Time» vom Schweizer Fernsehen für die TV-Sendung «Die grössten Schweizer Hits» nominiert. Der Titel wurde extra für die Sendung neu produziert. Nach diversen Konzertauftritten in den Jahren 2008 bis 2010 kehrten die Musiker von Irrwisch wieder ins Studio zurück, um neue Songs aufzunehmen. Die Konzept-Idee «Stone and a Rose» wurde wieder aufgegriffen sowie die schon bestehenden Song-Ideen ausgebaut und mit weiterem Material ergänzt. Im Dezember 2011 wurden diese neuen Fassungen im Rahmen der «Christmas Concerts» zum ersten Mal live dem Publikum vorgespielt und bald darauf als Live-CD veröffentlicht.
Anfang 2013 wurde der Grundstein für die neue Studioproduktion gelegt, es wurden die ersten offiziellen Takes aufgenommen. Das Ziel war ein konzeptionelles Werk mit Band und klassischem Orchester – eine musikalische Verschmelzung der beiden unterschiedlichen Klangkörper. Neben diversen Konzertauftritten in Clubs (Mühle Hunziken, Galery Pratteln, Marabu Gelterkinden u. a.) sowie als bedeutsamer Supporting Act von Lionel Richie am «St. Peter at Sunset» in Kestenholz wurden die Studioaufnahmen vorangetrieben. Ende 2015 konnte das Werk «Stone and a Rose – a Musical Epos» rechtzeitig zum 40-Jahre-Bandjubiläum als CD-Doppelalbum veröffentlicht und am Neujahrskonzert 2016 in Balsthal mit einer CD-Taufe gefeiert werden (später auch auf Vinyl erschienen). Als Höhepunkt der Feierlichkeiten wurde im Herbst 2016 eine Konzertfassung des Werks mit Band und klassischem Orchester unter der Leitung von Maija Breiksa erfolgreich zur Aufführung gebracht und anschliessend auch als DVD veröffentlicht. Weitere Orchesterkonzerte gingen 2018 über die Bühne, und zum unvergesslichen Highlight wurden im Mai 2018 die Auftritte im KKL Luzern mit dem sinfonischen Blasorchester BOFMN Neuenkirch unter der Leitung von Roger Meier. Mit dem Konzert-Mitschnitt «Irrwisch&Orchestra im KKL» ist dieser Meilenstein auf Blu-ray Disc dokumentiert. 
Zum 45-Jahr Bandjubiläum wurde ab Herbst 2019 eine Reise durch Schweizer Musikclubs begonnen, welche bald durch die Pandemie jäh unterbrochen wurde. Erst im Herbst 2021 konnten wieder ein paar Clubkonzerte durchgeführt werden. In der Zwischenzeit waren leider der langjährige Drummer Josef Kissling und die Sängerin Sabine Hasler aus persönlichen Gründen aus der Band ausgestiegen. Josef konnte kurzfristig mit dem jungen Schlagzeuger Andreas Grüter ersetzt werden. Aus dieser Phase resultierte eine Live CD „Irrwisch at the Kufa Lyss“ welche bei der Premiere mitgeschnitten wurde.
Im Jahr 2023 erschien ein neues Studioalbum: „Changes“, mit 9 neuen Songs die zum grössten Teil während der Lockdown Zeit entwickelt, aufgenommen und produziert wurden.
Um das goldene Band-Jubiläum „50 Years Irrwisch“ gebührend zu feiern geht die Band im 2025 auf Schweizer Tour mit aktualisiertem Line Up : als neue Sängerin konnte Rahel Gut für die backing Vocals und Percussion gewonnen werden.

## Stil
Die melodiösen, vom stimmgewaltigen Sänger Steff Bürgi komponierten Songs sind stilmässig angelehnt an Vorbilder wie Genesis, Pink Floyd, Supertramp, Yes oder Jethro Tull. Irrwisch selbst ordnen ihren Stil dem Artrock zu. Davon zeugen der künstlerische Umgang mit Motiven, Harmonien und Rhythmen sowie die teils komplexen Songformen mit Werkcharakter – bestes Beispiel dafür ist das Klassik-Rock-Epos «Stone and a Rose», ein Werk für klassisches Sinfonieorchester und Rockband, welches 2016 als Doppel-CD und Doppel-Vinyl veröffentlicht wurde.

## Diskografie
- 1981: In Search Of (LP)
- 1982: Living in a Fool's Paradise (LP)
- 1988: Countdown (CD/LP)
- 1989: The Fish Came to the Surface (CD/LP)
- 1990: Live (CD)
- 1991: Forbidden Fruits (CD)
- 1996: Chestwood (CD)
- 2000: Christmas Concert (CD)
- 2002: Time Will Tell (CD)
- 2007: Wizard for a Day (CD)
- 2012: Christmas Concert (incl. «The Stone and a Rose Epos») (CD)
- 2016: Stone and a Rose (Doppel-CD/Doppel-Vinyl)
- 2019: Love Hurricane (Single)
- 2020: Normal Life (Single)
- 2023: Changes (CD)

## Songs
1983 war der Song Living in a Fool’s Paradise in der SWF3-Hörerhitparade, Queen of Fire kam 1988 in die Schweizer Charts.
Weitere Airplay-Songs:
First Time,
Cinderella,
Wizard for a Day,
Still in Love with You,
Bad News,
No More that I Can Say,
Diamond in My Hand, Beautiful New Day, Stone and a Rose, Love Hurricane, Normal Life